# Oscar 1954
A 26ª cerimônia de entrega dos Academy Awards (ou Oscars 1954), apresentada pela Academia de Artes e Ciências Cinematográficas, premiou os melhores atores, técnicos e filmes de 1953 no dia 25 de março de 1954. Assim como no ano anterior, a cerimônia ocorreu simultaneamente em duas cidades, sendo os anfitriões Donald O'Connor (Los Angeles) e Fredric March (Nova York)
Foi a segunda cerimônia televisionada, alcançando um público estimado em cerca de 43 milhões de telespectadores. Shirley Booth, atuando em uma peça na Filadélfia, apresentou o prêmio de melhor ator em uma transmissão ao vivo, e recebeu em particular, por telefone, o nome do vencedor através do apresentador Donald O'Connor. O ator Gary Cooper filmou a apresentação do prêmio de melhor atriz em um set no México, com O'Connor anunciando a vencedora.
O drama From Here to Eternity foi premiado na categoria de melhor filme.
Pela primeira vez. desde 1948, não foi entregue o prêmio de filme estrangeiro.

## Indicados e vencedores
| Melhor Filme - From Here to Eternity - Julius Caesar - The Robe - Roman Holiday - Shane | Melhor Diretor - Fred Zinnemann – From Here to Eternity - George Stevens – Shane - Charles Walters – Lili - Billy Wilder – Stalag 17 - William Wyler – Roman Holiday                                                         |
| Melhor Ator/Actor (Principal) - William Holden – Stalag 17 - Marlon Brando – Julius Caesar - Richard Burton – The Robe - Montgomery Clift – From Here to Eternity - Burt Lancaster – From Here to Eternity | Melhor Atriz/Actriz (Principal) - Audrey Hepburn – Roman Holiday - Leslie Caron – Lili - Ava Gardner – Mogambo - Deborah Kerr – From Here to Eternity - Maggie McNamara – The Moon Is Blue                                   |
| Melhor Ator/Actor Coadjuvante/Secundário - Frank Sinatra – From Here to Eternity - Eddie Albert – Roman Holiday - Brandon deWilde – Shane - Jack Palance – Shane - Robert Strauss – Stalag 17              | Melhor Atriz/Actriz Coadjuvante/Secundária - Donna Reed – From Here to Eternity - Grace Kelly – Mogambo - Geraldine Page – Hondo - Marjorie Rambeau – Torch Song - Thelma Ritter – Pickup on South Street                    |
| Melhor Roteiro/Argumento - Original - Titanic - The Band Wagon - The Desert Rats - The Naked Spur - Take the High Ground                                                                                   | Melhor Roteiro/Argumento - Adaptado - From Here to Eternity - The Cruel Sea - Lili - Roman Holiday - Shane |
| Melhor História Original - Roman Holiday - Above and Beyond - The Captain's Paradise - Hondo - Little Fugitive                                                                                             | Melhores Efeitos Visuais - The War of the Worlds |
| Melhor Documentário em Longa-metragem - The Living Desert - The Conquest of Everest - A Queen Is Crowned                                                                                                   | Melhor Documentário em Curta-metragem - The Alaskan Eskimo - The Living City - Operation Blue Jay - They Planted a Stone - The Word                                                                                          |
| Melhor Curta-metragem em Uma Bobina - The Merry Wives of Windsor Overture - Christ Among the Primitives - Herring Hunt - Joy of Living - Wee Water Wonders                                                 | Melhor Curta-metragem em Duas Bobinas - Bear Country - Ben and Me - Return to Glennascaul - Vesuvius Express - Winter Paradise                                                                                               |
| Melhor Animação em Curta-metragem - Toot, Whistle, Plunk and Boom - Christopher Crumpet - From A to Z-Z-Z-Z - Rugged Bear - The Tell Tale Heart                                                            | Melhor Edição/Montagem - From Here to Eternity - Crazylegs - The Moon Is Blue - Roman Holiday - The War of the Worlds |
| Melhor Trilha Sonora/Banda Sonora/Comédia ou Drama - Lili - Above and Beyond - From Here to Eternity - Julius Caesar - This Is Cinerama                                                                    | Melhor Canção original - "Secret Love" por Calamity Jane - "The Moon Is Blue" por The Moon Is Blue - "My Flaming Heart" por Small Town Girl - "Sadie Thompson's Song" por Miss Sadie Thompson - "That's Amore" por The Caddy |
| Melhor Trilha Sonora/Banda Sonora/Musical - Call Me Madam - The Band Wagon - Calamity Jane - The 5,000 Fingers of Dr. T - Kiss Me Kate                                                                     | Melhor Mixagem/mistura de Som - From Here to Eternity - Calamity Jane - Knights of the Round Table - The Mississippi Gambler - The War of the Worlds                                                                         |
| Melhor Direção de Arte/Preto & Branco - Julius Caesar - Martin Luther - The President's Lady - Roman Holiday - Titanic                                                                                     | Melhor Direção de Arte/Colorido - The Robe - Knights of the Round Table - Lili - The Story of Three Loves - Young Bess |
| Melhor Cinematografia/Fotografia/Preto & Branco - From Here to Eternity - The Four Poster - Julius Caesar - Martin Luther - Roman Holiday                                                                  | Melhor Cinematografia/Fotografia/Colorido - Shane - All the Brothers Were Valiant - Beneath the 12-Mile Reef - Lili - The Robe                                                                                               |
| Melhor Figurino/Guarda-Roupa/Preto & Branco - Roman Holiday - The Actress - Dream Wife - From Here to Eternity - The President's Lady                                                                      | Melhor Figurino/Guarda-Roupa/Colorido - The Robe - The Band Wagon - Call Me Madam - How to Marry a Millionaire - Young Bess                                                                                                  |

### Múltiplas indicações
- 13 indicações: From Here to Eternity
- 10 indicações: Roman Holiday
- 6 indicações: Lili e Shane
- 5 indicações: Julius Caesar e The Robe
- 3 indicações: The Band Wagon, The Moon is Blue, Stalag 17, Calamity Jane e The War of the Worlds
- 2 indicações: Above and Beyond, Call Me Madam, Knights of the Round Table, Martin Luther, Mogambo, The President's Lady, Titanic e Young Bess